# Da kommt Kalle
Da kommt Kalle var en tysk teveserie som sändes på ZDF på lördagskvällar mellan 2006 och 2011. Serien handlar om polishunden Kalle som bor hos familjen Andresen i Flensburg. Totalt visades 70 avsnitt om 45 minuter fördelade på 5 säsonger.